# Villa Hohe Warte

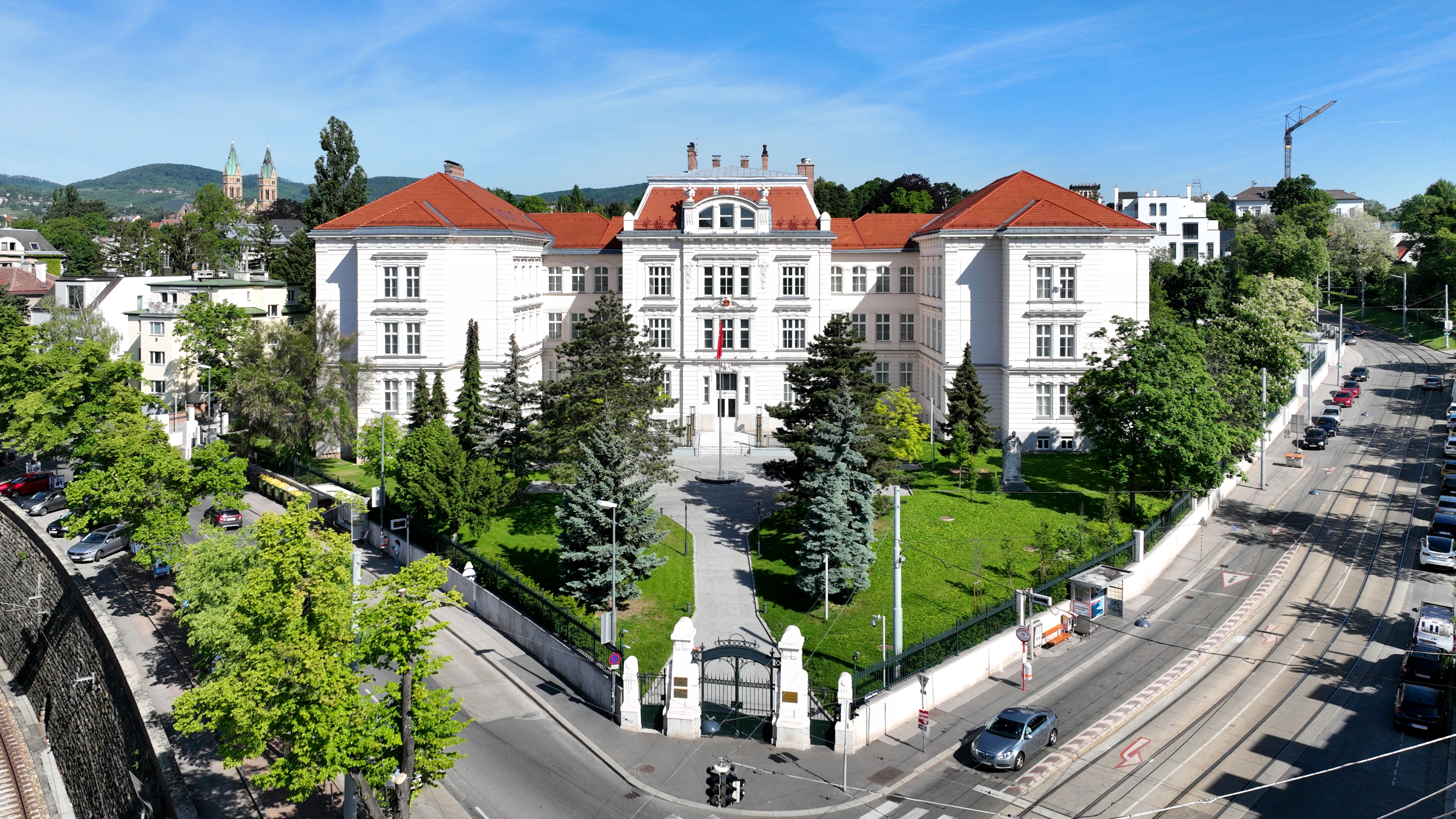
Villa Hohe Warte

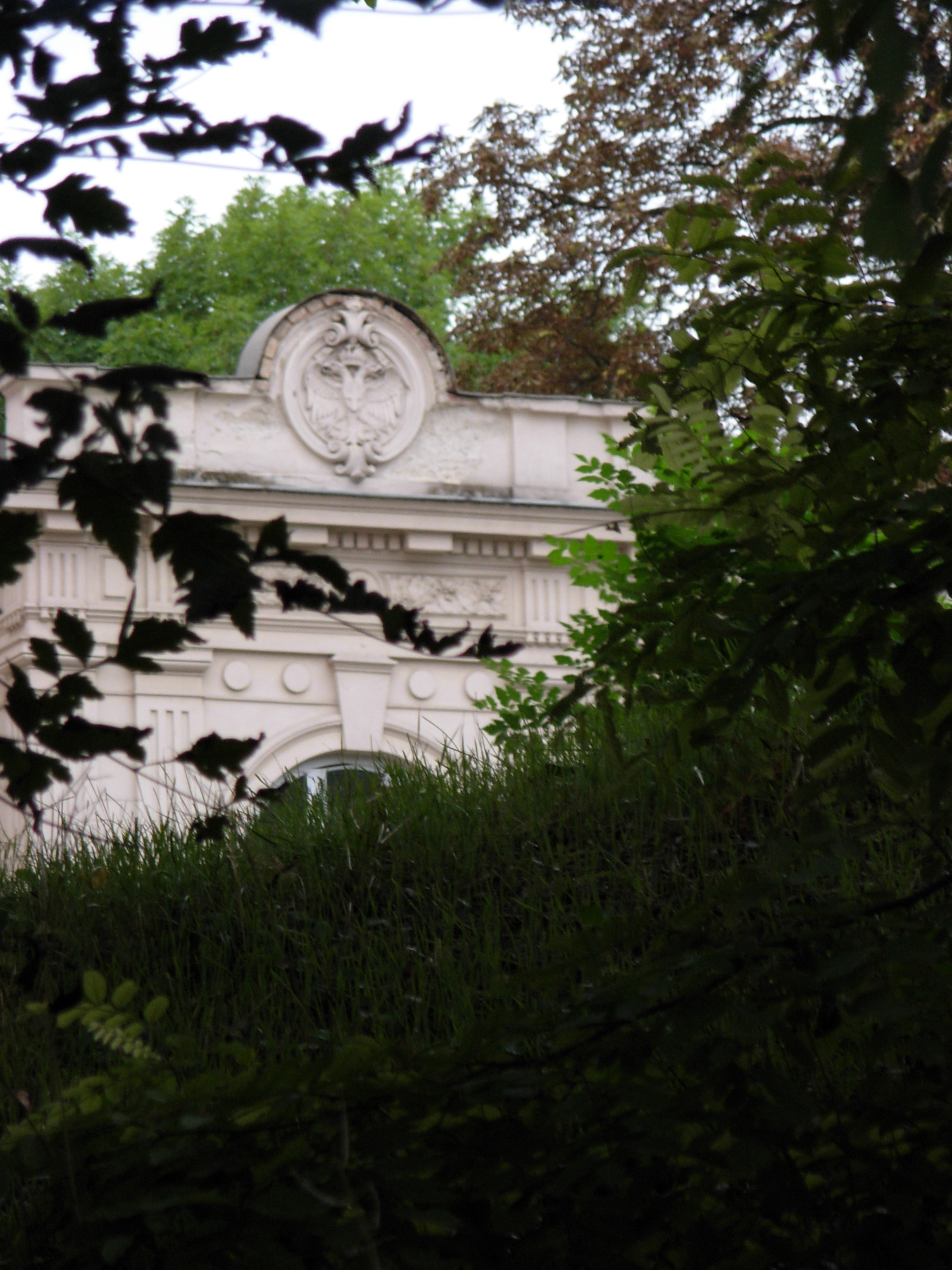
Architekturdetail im Garten

Die Villa Hohe Warte ist das von der Gemeinde Wien 1907/08 errichtete sechste städtische Waisenhaus im 19. Wiener Gemeindebezirk Döbling, Hohe Warte 1–3.

## Architektur
Das 1907/08 auf der Hohen Warte erbaute, ehrenhof-ähnlich angelegte Waisenhaus mit barock-sezessionistischen Details wurde von drei Architekten des Stadtbauamtes (Eduard Lasch, Josef Pürzl und Julius Fröhlich) errichtet.

## Betrieb
Die Villa Hohe Warte wurde im Sommer 1946 als Rädda Barnen-Kinderheim geführt. In diesem Heim wurden von Schweden ausgewählte bedürftige Kinder zwischen drei und sechs Jahren für sechs bis acht Wochen untergebracht und von der Schwedenhilfe Rädda Barnen versorgt. Das Heim wurde am 22. September 1946 von Präsidentin Margit Levinson im Beisein von Bürgermeister Theodor Körner eröffnet.
Vor dem Jahrtausendwechsel wurde das Kinderheim mit sechs getrennten Wohngruppen geführt, die zwei Wohngruppen pro Stockwerk und jeweils eine Wohngruppe pro Ost- und Westflügel unabhängig von den jeweiligen Betreuern geführt wurden. 1999 entschied man sich – wohl aus Kostengründen und wegen Spekulation bzgl. des Verkaufes des hochwertigen Anwesens – dafür, die sechs Wohngruppen auszugliedern, indem in ganz Wien verteilte Wohnungen eigens dafür erworben und umgebaut wurden. Dies hatte unter anderem den Vorteil, dass die Heimkinder besser in die Gesellschaft integriert werden konnten, da nun auch Rücksicht auf Nachbarn und Nachbarskinder genommen werden musste.
Nach der Auslagerung der Wohngruppen stand das Gebäude zum Verkauf frei; und bis man einen Käufer finden sollte, nutzte man die Fläche als Beratungszentrum des Amtes für Jugend und Familie.
Am 11. und 12. Juli 2008 wurde das Gebäude von Aktivisten besetzt, die laut eigenen Angaben ein selbst verwaltetes Wohnprojekt mit Kindern und ein offenes Sozial- und Kulturzentrum schaffen wollten. Nach Angaben der Stadt wurde das Gebäude kurz zuvor an eine Privatperson verkauft, woraufhin die Besetzung friedlich beendet wurde. Nach mehreren Zwischenbesitzern wurde es schließlich 2013 um 21 Mio. € an China verkauft. Im Jahr 2019 begannen umfangreiche Sanierungsarbeiten, um das Gebäude ab 2020 einer Nutzung als "UN-Botschaft China" zuzuführen.

## Nutzfläche
Die Villa Hohe Warte umfasst sechs Stockwerke sowie einen Ost- und Westflügel; jene großen Apartments, die sich jeweils am Ende eines jeden Flügel befanden, umfassten ein Wohnvermögen von mindestens 150–200 m². Man gelangte über ein großes Stiegenhaus und über einen langen Flur zum jeweiligen Apartment; im Anschluss an jeden Flügel schlossen sich jeweils drei getrennt begehbare Räume an, die als Klassenzimmer genutzt wurden.
Im Erdgeschoß befinden sich eine Eingangskabine für den Portier sowie ein kleiner Schlafraum für den Portier.
Im 1. Stock direkt über dem Eingang befindet sich die ehemalige Direktion mit zugehörigem Sekretariatszimmer.
Im 2. Stock direkt über der Direktion befindet sich das ehemalige Betreuungszimmer des Heimpsychiaters.
Im Halbstock zwischen Erdgeschoß und erstem Stock befindet sich der „Festsaal“ – ein großer Saal, der um die Jahrtausendwende mit einer kleinen Bühne, Scheinwerfern und weiterem Zubehör ausgestattet war.
Das großzügig angelegte Grundstück umfasst ein betoniertes Fußballfeld mit Halterungen für Fußballtore und Basketballkörbe sowie zwei Fußballwiesen, von denen sich eine auf einem kleinen Hügel befindet. Drei überdachte Garagenplätze nebst kleinem Turnsaal sind ebenfalls vorhanden, im gesamten Hof stehen über 10 Parkplätze zur Verfügung. Die Grundstücksfläche wird auf über 10.000 m² geschätzt.

## Zustand
Das denkmalgeschützte Gebäude ist an der Fassade nur leicht renovierungsbedürftig, nach dem Auszug der sechs Wohngruppengemeinschaften haben die Bewohner es in einem dementsprechenden Zustand hinterlassen. Das betonierte Fußballfeld weist schon gröbere Abnutzungs- und Verfallserscheinungen auf. Der Zustand des Daches ist unbekannt.